# New Line Cinema
 (novembre 2020).
New Line Productions, Inc, connu sous le nom commercial New Line Cinema est une société de production cinématographique et télévisuelle américaine créée en 1967. Depuis 2008, il s'agit d'une unité du studio Warner Bros. Pictures, lui-même filiale du conglomérat Warner Bros. Discovery.
À l'origine, elle s'occupait de distribuer des films d'auteurs et étrangers aux États-Unis. La société commence ensuite à produire des films, notamment Les Griffes de la nuit de Wes Craven en 1984 qui devient son premier succès financier. Elle hérite alors du surnom de « La maison que Freddy a construite », les bénéfices rapporté par la franchise ayant permis à la société d'étendre ses activités.
Parmi les productions de New Line Cinema, on peut citer la franchise Vendredi 13 (à partir de l'épisode 9), la trilogie du Seigneur des anneaux de Peter Jackson, Massacre à la tronçonneuse de Marcus Nispel, L'Effet papillon d'Eric Bress et J. Mackye Gruber, la trilogie Blade de Stephen Norrington, Guillermo del Toro et David S. Goyer, la trilogie Austin Powers de Jay Roach, The Mask de Chuck Russell, American History X de Tony Kaye, ou encore Seven de David Fincher.

## Histoire
New Line Cinema a été attaqué en justice par HarperCollins pour défaut de paiement concernant les droits du Seigneur des Anneaux. Le 8 septembre 2009, un accord a été annoncé entre le Tolkien Trust, représentant les ayants droit de l'auteur, HarperCollins et New Line rendant possible une nouvelle  série de films basés sur Le Hobbit,. New Line Cinema a également annoncé que dorénavant, ils supporteront le format Blu Ray tout comme l'a fait Warner, sa maison mère.

## New Line Television

### Histoire
La société a été fondée en 1988 pour produire Freddy's Nightmares , une série télévisée basée sur la série de films Nightmare on Elm Street du studio . Après l'annulation de la série en 1990, New Line a lancé sa propre unité de télévision un an plus tard. 
En 1990, New Line a acheté une participation majoritaire dans Robert Halmi, Inc. Entertainment , une société de production spécialisée dans les films et mini- séries télévisées .  RHI a été vendu à Hallmark Cards en 1994, peu de temps après l'acquisition de New Line par Turner Broadcasting System . 
TBS a fusionné avec Time Warner en octobre 1996. À partir d'octobre 2006, MGM Television a commencé à distribuer les films et séries télévisées de New Line.
En février 2008, New Line Cinema a fusionné avec Warner Bros. et a donc cessé d'exister en tant qu'entité distincte. À son tour, New Line Television a été plié en Warner Bros. division de télévision . 
Le 13 novembre 2017, il a été annoncé qu'Amazon avait acquis les droits de télévision mondiaux du Seigneur des Anneaux , s'engageant dans une série télévisée multi-saisons. La série ne sera pas une adaptation directe des livres, mais introduira plutôt de nouvelles histoires qui se déroulent avant The Fellowship of the Ring .  Amazon a déclaré que l'accord comprenait également un potentiel pour les séries dérivées.  Le communiqué de presse faisait référence à "des histoires jusque-là inexplorées basées sur les écrits originaux de JRR Tolkien ". Amazon sera le producteur en collaboration avec le Tolkien Estate et le Tolkien Trust , HarperCollinset New Line Cinema.  Selon un rapport de 2018, ce sera l'émission de télévision la plus chère jamais produite. 

### Série télévisée produite
| Titre                                    | Ans       | Réseau      | Remarques |
| ---------------------------------------- | --------- | ----------- | --- |
| Les cauchemars de Freddy 1               | 1988–1990 | Syndication | |
| Court TV: Inside America's Courts        | 1993–1997 | Syndication | avec Court TV |
| The Mask, la série animée                | 1995–1997 | CBS         | avec Film Roman , Dark Horse Entertainment et Sunbow Entertainment                                                                           |
| Dumb & Dumber                            | 1995      | ABC         | avec Hanna-Barbera Productions |
| Mortal Kombat: les défenseurs du royaume | 1996      | USA Network | avec Film Roman , Threshold Entertainment / Lawrence Kasanoff; distribué par Warner Bros. Television Distribution et Turner Program Services |
| Mortal Kombat: Konquest                  | 1998-2000 | TNT         | avec Mailbu Entertainment, Inc. , Threshold Entertainment / Lawrence Kasanoff; distribué par Warner Bros. Television Distribution            |
| dernières nouvelles                      | 2002      | Bravo       | |
| La zone de crépuscule                    | 2002-2003 | UPN         | |
| Les cerveaux                             | 2003-2007 | Histoire    | |
| Amish dans la ville                      | 2004      | UPN         | |
| Cuisine confidentielle                   | 2005      | FOX         | avec 20th Century Fox Television |
| Lame: la série                           | 2006      | Pointe      | avec Marvel Entertainment |
| Les vrais briseurs de mariage            | 2007      | NBC         | |
| Vendredi : la série animée               | 2007      | MTV2        | avec Cubevision |
| Lycée confidentiel                       | 2008      | WE tv       | |
| Contremaître de famille                  | 2008      | TV Land     | |

## New Line Home Entertainment

### Histoire
En mai 1991, New Line a acheté la vidéo domestique et les droits étrangers sur les films détenus par Nelson Entertainment (dont la bibliothèque comprenait des films hérités d' Embassy Pictures) pour 15 millions de dollars, et a ainsi obtenu environ 600 films. Peu de temps après, New Line a acquis les droits de vidéo à domicile pour la franchise Nightmare on Elm Street de Media Home Entertainment. 
Avant que New Line ne crée sa propre division vidéo, de nombreux films de la société étaient sortis en vidéo par divers distributeurs. Les offres initiales du produit New Line provenaient de MGM / CBS Home Video (maintenant MGM Home Entertainment) (pour The Street Fighter et Return of the Street Fighter), Magnetic Video (pour Leonor et Sympathy for the Devil, tous deux via Viacom), Wizard Video (pour Pink Flamingos , Female Trouble , Sister Street Fighter et The Street Fighter's Last Revenge) et HBO / Cannon Video (anciennement appelé Thorn EMI Video et Thorn EMI / HBO Video, plus tard appelé HBO Video, maintenant HBO Home Entertainment) (pour Xtro, The Evil Dead, The First Time, The Exterminators of the Year 3000, Warriors of the Wasteland, Stunts et Polyester). Plus tard, RCA / Columbia Pictures Home Video et son successeur, Columbia TriStar Home Video, Media Home Entertainment (pour les cinq premiers films Nightmare on Elm Street et The Hidden entre autres), et LIVE Entertainment (pour Drop Dead Fred, Glengarry Glen Ross et le premier film Teenage Mutant Ninja Turtles, via Family Home Entertainment). Lorsque New Line a formé la division vidéo, RCA / Columbia et Columbia TriStar ont distribué dessorties VHS, tandis qu'Image Entertainment a sorti les films sur Laserdisc.
Le partenariat New Line/Sony s'est arrêté au début de 1995, lorsque Turner Broadcasting System a acheté New Line et de 1995 à 1996, les sorties vidéo de New Line ont été distribuées par la division vidéo de Turner. Un film de New Line que la société a simplement distribué, The Swan Princess , est sorti uniquement en vidéo le 3 août 1995 par Turner Home Entertainment.
Après 1996, pendant la propriété de Time Warner, New Line a distribué ses propres films via New Line Home Entertainment. Leurs disques Blu-ray et leurs DVD comportaient non seulement des publicités pour New Line, mais également des publicités pour son studio sœur de l'époque, Warner Bros. Pictures, qui annonçait des sorties spéciales de Warner Home Video. Il en va de même pour les Blu-ray et les DVD de Warner Home Video. New Line Home Entertainment annoncera leurs sorties spéciales sur les Blu-ray et les DVD de Warner Home Video.
Le 5 janvier 2008, New Line Cinema a annoncé, tout comme le studio de cinéma de sa société mère, Warner Bros. Pictures, qu'il soutiendrait exclusivement le Blu-ray pour leurs films et abandonnerait le support du HD DVD. Le seul DVD HD de New Line Home Entertainment jamais sorti était Pan's Labyrinth. 
New Line ayant été une branche autonome de sa société mère, elle a poursuivi une politique de verrouillage régional avec ses titres Blu-ray. C'était en contraste direct avec son frère d'entreprise Warner Home Video qui a laissé ses titres Blu-ray sans région. Le studio étant intégré à Warner Bros. Pictures, Warner a décidé de mettre fin à cette politique de verrouillage avec les futurs titres.
New Line Home Entertainment est ensuite devenue une division de Warner Home Video pour une courte période de 2008 à 2010 après l'absorption du studio parent dans Warner Bros. Pictures.
En 2010, New Line Home Entertainment s'est ensuite intégré à Warner Home Video. La société se séparèrent avec distributeur de films canadiens Alliance Films, et le dernier nouveau titre de ligne à utiliser le logo New Line Home Entertainment a été The Time Wife Traveler, bien que Warner Home Video continue d'utiliser le logo NLHE sur Blu-ray et DVD, des réimpressions de titres antérieurs.